# Nomorhamphus bakeri
Nomorhamphus bakeri is een straalvinnige vissensoort uit de familie van de Zenarchopterida. De wetenschappelijke naam van de soort is voor het eerst geldig gepubliceerd in 1922 door Fowler & Bean.